# Antonio Herberstein
Antonio Herberstein (Antonio conte di Herberstein, in tedesco Anton Reichsgraf von Herberstein, citato anche come Antonius Johannes Nepomuk Ferdinand von Herberstein; Vienna, 30 settembre 1725 – Trieste, 2 dicembre 1774) è stato un vescovo cattolico austriaco.

## Biografia
I suoi genitori erano il maestro di Corte Ferdinand Leopold von Herberstein e Maria Freiin von Ulm. Entrò nell'Ordine dei chierici regolari teatini e ricevette l'ordinazione sacerdotale il 16 giugno 1748. Successivamente divenne priore di Eisgarn e svolse il suo ministero come parroco a Burgschleinitz, nella diocesi di Passavia.
Dopo la morte del vescovo di Trieste Leopold Josef Hannibal Petazzi de Castel Nuovo, l'arciduchessa Maria Teresa d'Austria lo nominò suo successore il 22 novembre 1760. La conferma papale da parte di Clemente XIII avvenne il 6 aprile 1761. Ricevette l'ordinazione episcopale il 30 aprile 1761 dall'arcivescovo di Salisburgo Cristoforo Migazzi, co-consacranti Giorgio Maria Lascaris, arcivescovo titolare di Teodosia, e Franjo Thauszy, vescovo di Zagabria.
Durante il suo episcopato effettuò visite pastorali e predicò in italiano e tedesco. Tuttavia non riuscì nell'intento di realizzare un seminario. In compenso furono messi a disposizione sei posti per candidati al sacerdozio presso il seminario di Gorizia. Nel 1773 una comunità religiosa di mechitaristi si stabilì a Trieste, aprendo un noviziato e avviando una tipografia.
A causa della forte crescita della città legata alla costruzione del porto franco di Trieste, mancavano le necessarie strutture ecclesiastiche. Per questo motivo si impegnò per migliorare l'organizzazione parrocchiale. Tuttavia non riuscì a ottenere l'approvazione dell'imperatrice Maria Teresa per il trasferimento della cattedrale dall'antico centro storico alle nuove aree edificabili. Ulteriori problemi derivarono dall'immigrazione di serbi e greci, che formarono comunità culturali autonome, il cui influsso il vescovo cercò di contenere. La richiesta di adeguare i confini diocesani a quelli statali non poté essere realizzata durante il suo episcopato.
Gli ultimi anni del suo episcopato coincisero con un periodo politicamente difficile per la Chiesa. Nonostante ciò, collaborò con la commissione statale sulle riforme ecclesiastiche sostenute dalla corte imperiale, che prevedevano una Chiesa nazionale.

## Genealogia episcopale
La genealogia episcopale è:
- Cardinale Scipione Rebiba
- Cardinale Giulio Antonio Santori
- Cardinale Girolamo Bernerio, O.P.
- Arcivescovo Galeazzo Sanvitale
- Cardinale Ludovico Ludovisi
- Cardinale Luigi Caetani
- Cardinale Ulderico Carpegna
- Cardinale Paluzzo Paluzzi Altieri degli Albertoni
- Cardinale Flavio Chigi
- Papa Clemente XII
- Cardinale Giovanni Antonio Guadagni, O.C.D.
- Cardinale Cristoforo Migazzi
- Vescovo Antonio Herberstein, C.R.